# Gaffelpärm

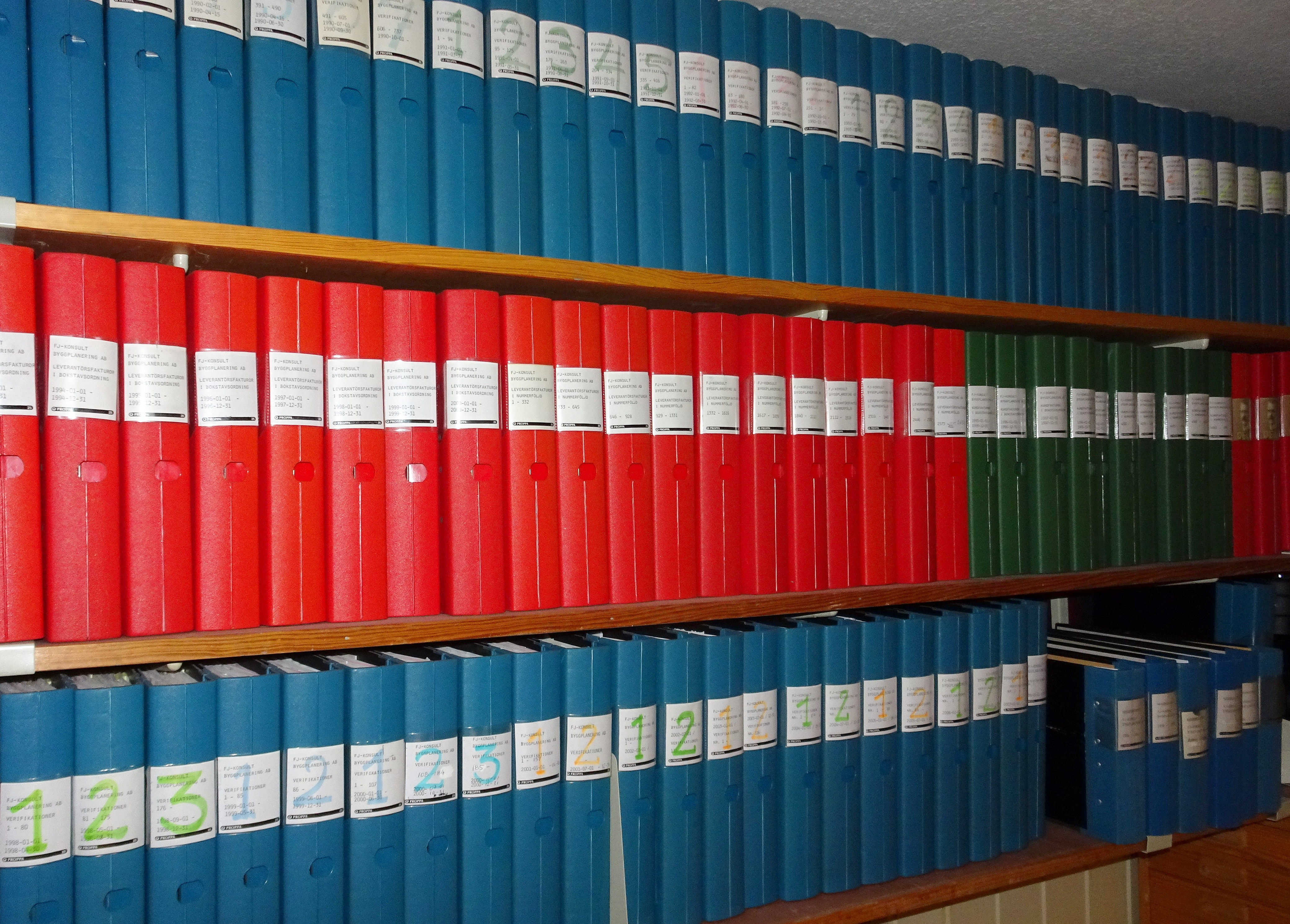
Gaffelpärmar med olika färgar i ett arkiv.

Gaffelpärm är en pärm där pappren hålls fast med långa motriktade gafflar av metall. För att pärmen ska kunna öppnas och stängas är ryggen ledad.

## Historik

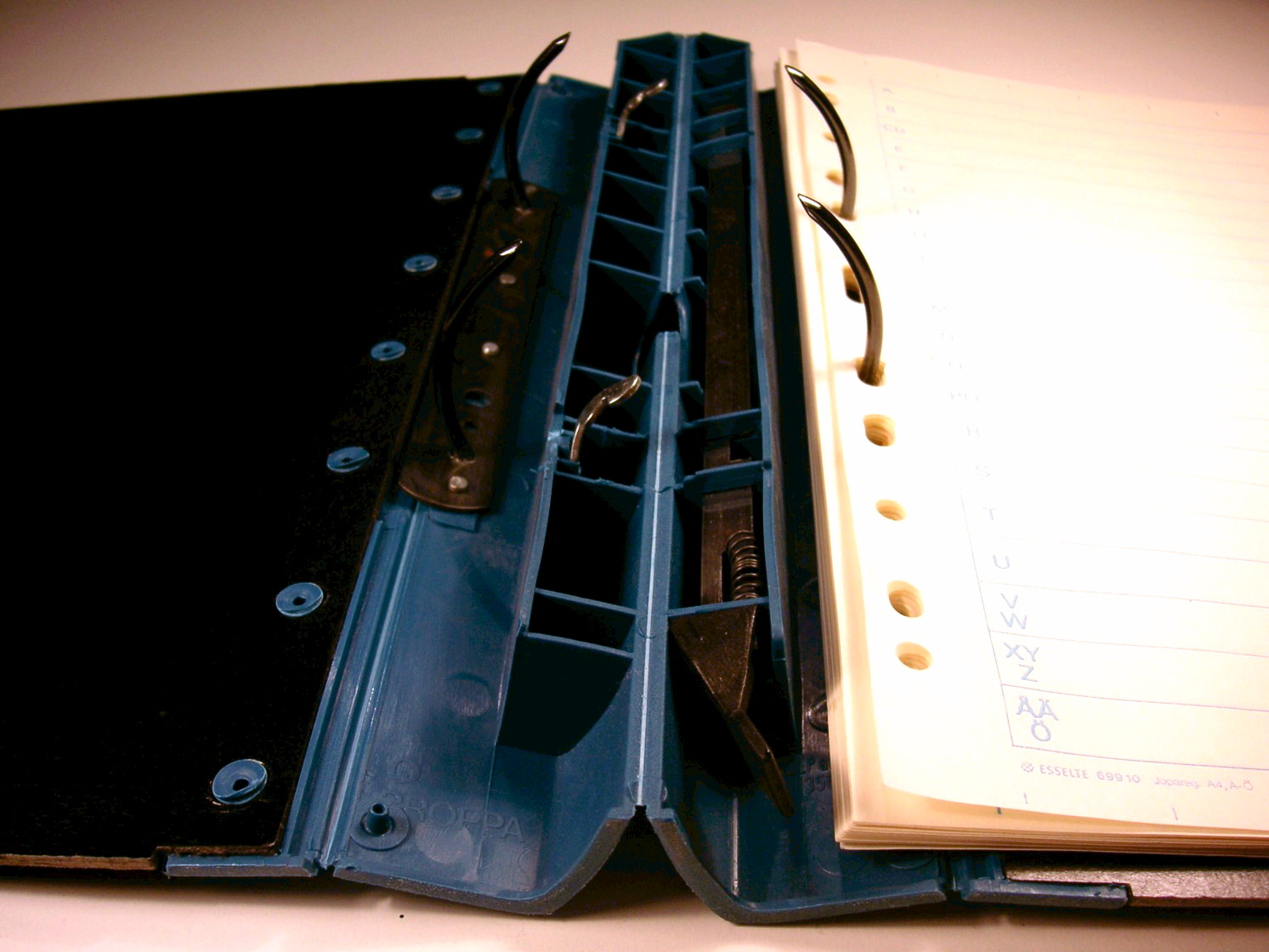
Svensk gaffelpärm, öppnad
Inlagan är universalhålad för att passa även pärmar tillverkade enligt utländsk standard

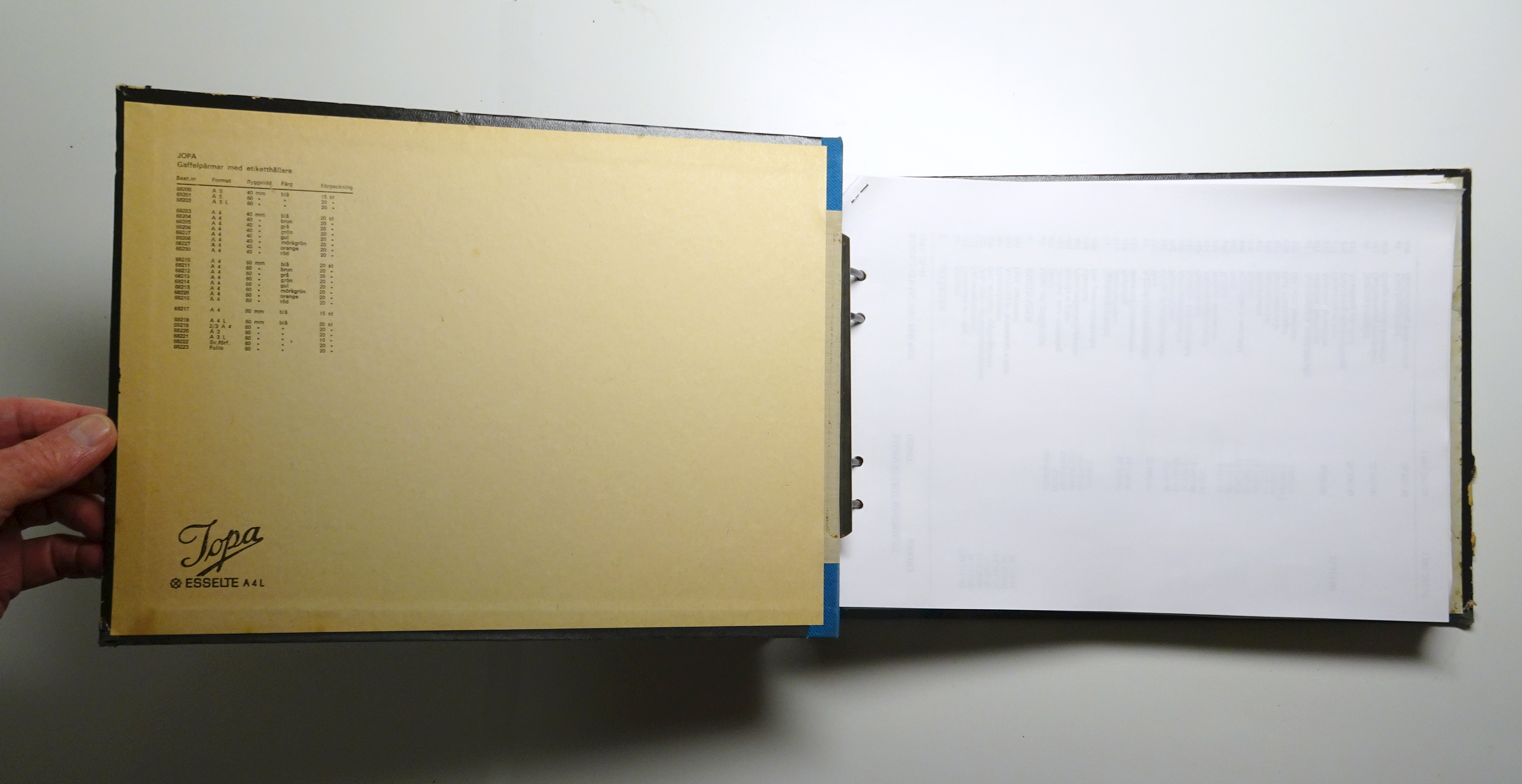
Gaffelpärm i liggande A4-format från "Jopa-ESSELTE".

År 1889 uppfann grosshandlare Andreas Tengwall i Helsingborg gaffelpärmen och år 1890 fick han patent på den under namnet Triopärmen, efter honom själv och hans två kompanjoner.
Konstruktionen var i stort sett densamma som i dagens gaffelpärmar, alltså en delbar tygklädd rygg och gaffelmekanism med triosystem som har fyra gafflar med avstånd mellan hålen på 21 – 70 – 21 mm. Hålen för inlagan har diameter 4 mm. Det är svensk standard. Tillverkningar från mitten 1900-talet kan vara anpassade för kvarto-format, som är något bredare och något lägre än A4.

## Beskrivning
Man talar om helryggpärmar, halvryggpärmar och pärmar med extrabred rygg. Helryggpärmar har ryggbredd 60 mm och halvryggpärmar har 40 mm ryggbredd. De extrabreda pärmarna har en ryggbredd på 80 mm. Pärmarna har tillverkats i ett stort antal färger på tygklädseln. På pärmryggen finns en genomsynlig liten plastficka, där ett papper, som beskriver pärmens innehåll, kan stickas in. Spärren i nederkanten har oftast ett så kallat blädderläge, som öppnar pärmen halvvägs, så att papperna lätt kan bläddras utan att hakas av gafflarna.
De vanligaste pärmhöjderna är numera avpassade för ett innehåll av papper i A4-format eller liggande A4- och A5-format. Även något högre pärmar förekommer passande för det numera föråldrade folio-formatet. Dessa pärmar är även lämpliga för USA-formatet Legal size, 81/2 × 14 inch (216 × 356 mm).
Esselte köpte Tengwalls firma år 1926 och skapade då varumärket Jopa, efter dotterbolaget Johnsons Pappersindustri (Helsingborg) där man valde att lägga tillverkningen. 

## Andra länder
- Tysk standard har gaffelavstånd 80–80–80 mm. Ibland bara ett gaffelpar med avståndet 80 mm.

- USA-standard är 3 gafflar med avståndet 41/4 inch (108 mm). Hålen för inlagan är 1/4 inch (6,35 mm). Detta passar USA-formatet "Letter size", 8,5 × 11 inch (215,9 × 279,4 mm). Detta är nästan som A4 (210 × 297 mm).